# Боровський (Шар'їнський район)
Боровський (рос. Боровской) — селище в Шар'їнському районі Костромської області Російської Федерації.
Населення становить 30 осіб. Входить до складу муніципального утворення Шангське сільське поселення.

## Історія
Від 2007 року входить до складу муніципального утворення Шангське сільське поселення.

## Населення
| 2008 | 2010 | 2014 |
| ---- | ---- | ---- |
| 29   | →29  | ↗30  |